# Daniel Willard Fiske

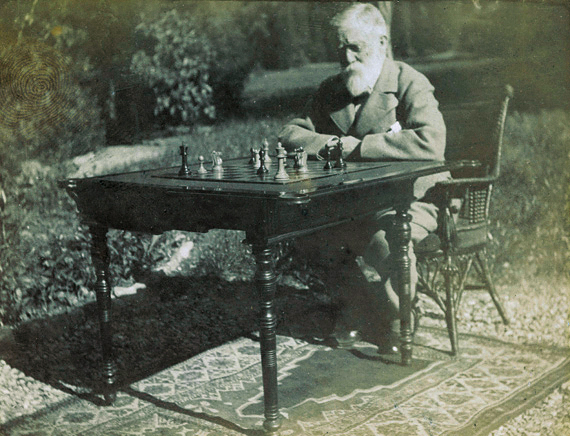
Fiske jugant als escacs.

Daniel Willard Fiske (Ellisburg (Nova York), 11 de novembre de 1831 – Frankfurt del Main, 17 de setembre de 1904) fou un bibliotecari i intel·lectual estatunidenc.
Fiske va estudiar al Seminari de Cazenovia i va iniciar els estudis superiors al Hamilton College el 1847. Va ingressar a la fraternitat Psi Upsilon però va ser suspès per una broma d'estudiant al final del seu segon any. Va continuar la seva educació a Copenhaguen i a la Universitat d'Uppsala. Després del seu retorn als Estats Units, va fer de Secretari General de l'American Geographical Society i va editar el Syracuse Daily Journal.
Des de la inauguració de la Universitat de Cornell a Ithaca (Nova York), Fiske fou nomenat bibliotecari de la universitat i professor el 1868. Es va guanyar gran reputació com una autoritat en llengües del nord d'Europa, i la cultura i la llengua islandesa en particular.
Mercès a Andrew Dickson White, Fiske a l'edat de 48 va prendre una excedència i va salpar cap a Europa. L'estiu de 1879, va visitar Islàndia durant tres mesos, viatjant a l'illa amb altres dos nord-americans, i hi va estar organitzant donacions de llibres d'Amèrica. Va viatjar a Roma l'abril de 1880 per trobar-s'hi amb Jennie McGraw, qui tenia llavors 40 anys. El juliol del 1880, es va casar amb Jennie, a la legació americana de Berlín. McGraw era filla del magnat de la fusta John McGraw, i des de la mort de John McGraw el 1877 havia heretat 2.2 milions de dòlars (uns 52.8 milions actuals). El seu matrimoni va ser curt, ja que al setembre de 1881 ella va morir de tuberculosi. La controvèrsia sobre el seu testament llegat a Cornell va portar Fiske a veure's involucrat en un plet judicial contra la Universitat, que va acabar guanyant, i que es va conèixer com a the Great Will Case (el gran plet testamentari). Després de la resolució del cas el maig de 1890, va passar molts dels seus anys restants a Itàlia, on col·leccionà manuscrits.
Fiske també estava interessat en els escacs; va ajudar a organitzar el primer American Chess Congress el 1857 i va escriure el llibre del torneig el 1859, i va editar The Chess Monthly des de 1857 a 1861 amb Paul Morphy. La seva obra erudita, Chess In Iceland and in Icelandic Literature (Florència, 1905), va ser usada com a font per H. J. R. Murray per a A History of Chess. Un altre manuscrite, Chess Tales and Chess Miscellanies (Nova York, 1912), també publicat pòstumament, és una antologia que cobreix la vida escaquística del període i inclou articles sobre Morphy, problemes de Sam Loyd, i la història dels escacs amb algunes faules.
Fiske va donar milers de volums a Cornell, inclosa una edició del 1536 de la Divina Comèdia que havia comprat l'abril del 1892 per enviar-la directament a Cornell. La Col·lecció Fiske Dante va créixer a partir d'aquesta adquisició, i al 2005 tenia aproximadament uns 10,000 volums.
El 17 de setembre de 1904 Fiske va morir a Frankfurt am Main, Alemanya. Està enterrat al costat de la seva muller Jennie McGraw Fiske a l'elaborada cripta de la capella Sage a la Universitat Cornell. Arran de la seva mort, Fiske va donar 32,000 volums, la Col·lecció Fiske sobre Islàndia, a Cornell conjuntament amb els fons que Fiske havia rebut de l'herència de Jennie.